# Balaton, Heves
Balaton  este un sat în districtul Bélapátfalva, județul Heves, Ungaria, având o populație de 1.119 locuitori (2011).

## Demografie
Componența etnică a satului Balaton
     Maghiari (91,77%)
     Romi (7,96%)
     Necunoscut (0,27%)
     Alții (0,27%)
Componența confesională a satului Balaton
     Fără religie (13,23%)
     Reformați (3,13%)
     Necunoscută (83,2%)
     Atei (0,45%)
     Alte religii (0,27%)
Conform recensământului din 2011, satul Balaton avea 1.119 locuitori. Din punct de vedere etnic, majoritatea locuitorilor (91,77%) erau maghiari, cu o minoritate de romi (7,96%). Apartenența etnică nu este cunoscută în cazul a 0,27% din locuitori. Nu există o religie majoritară, locuitorii fiind persoane fără religie (13,23%) și reformați (3,13%). Pentru 83,2% din locuitori nu este cunoscută apartenența confesională.